# Christo Ignatow
Christo Georgiew Ignatow (bg. Христо Георгиев Игнатов; ur. 1 grudnia 1953 w Dragomirze) – bułgarski zapaśnik walczący w stylu klasycznym. Olimpijczyk z Monachium 1972, gdzie zajął czwarte miejsce w kategorii 100 kg.
Szósty na mistrzostwach Europy w 1975 roku.